# Photinia wardii
Photinia wardii är en rosväxtart som beskrevs av C. E. C. Fischer. Photinia wardii ingår i släktet Photinia och familjen rosväxter. Inga underarter finns listade i Catalogue of Life.